# Comitas curviplicata
Comitas curviplicata é uma espécie de gastrópode do gênero Comitas, pertencente a família Pseudomelatomidae.